# Rock Against Communism
Rock Against Communism (abreviado RAC, en español: Rock Contra el Comunismo) es el nombre de una serie de conciertos de rock político organizados por el partido fascista Frente Nacional en Reino Unido a finales de los años 1970. También designa el género musical surgido a raíz de estos conciertos.
El RAC nació al amparo de la formación política Frente Nacional que reunía a un amplio grupo de nacionalistas ingleses, cuyo máximo exponente sería Ian Stuart. Herederos de este movimiento en la actualidad aparecen formaciones como Blood & Honour o Hammerskins, relacionados directamente con el neonazismo.[cita requerida]

## Historia
En 1976  se realizó en Reino Unido el primer concierto de Rock Against Racism (en español: Rock Contra el Racismo) organizado como campaña política contra el racismo y continuó durante el resto de los años 1970 como campaña especialmente en contra del auge de los grupos políticos supremacistas blancos como el Frente Nacional.[cita requerida] Después se
uniría al movimiento antifascista la Liga Antinazi promovida por el Partido Socialista de los Trabajadores.
En aquellos años la música punk gozaba de una alta popularidad entre los jóvenes del país. Miembros del Frente Nacional comenzaron a pensar en como utilizar la escena punk para sus fines políticos. Eddy Morrison, organizador del Frente Nacional en Leeds, fundó el fanzine Punk Front para promocionar grupos musicales neonazis y ayudar al Frente Nacional a reclutar jóvenes punk en Leeds. También promovió la creación de dos grupos punk formados por miembros del Frente Nacional: the Dentists y the Ventz. En 1979, el líder de las juventudes del Frente Nacional, Joe Pearce, ayudó a lanzar a nivel nacional el movimiento Rock Against Communism en respuesta a Rock Against Racism. En sus primeros conciertos actuaron the Dentist y the Ventz, entre otros grupos.

## El RAC en España
El RAC está considerado en España como un instrumento de difusión de las ideologías ultraderechistas dentro de la juventud. En los conciertos se producen intercambios de todo tipo, desde ideológicos hasta económicos.Hay que destacar, también, que la banda 14 Palabras fue de las primeras que incorporó recursos retóricos de signo supremacista.
Los puntos fuertes de distribución del RAC y de la música neonazi en general se encuentran en Madrid, Valencia, Barcelona y, en menor medida, en Sevilla. La distribución se reparte entre las páginas web, los apartados de correos de los fanzines y las tiendas dedicadas a esta temática ideológica.